# Sunlight (banda)
Sunlight es una banda under Argentina de rock alternativo con un sonido particular influenciado por las grandes bandas del mundo musical inglés.

## Historia
Bajo las influencias musicales inglesas nace en 2001 Supernova, banda liderada por Martín De Girolamo (guitarra y coros) e integrada por Federico Cociolo (bajo), Hernando Deltin (batería) y Fernando De Girolamo (guitarra y voz principal). Con un estilo orientado al cover e influenciado por The Beatles, The Who, Coldplay y Oasis, la banda comenzó a sonar con una mayoría de temas réplicas de una de las bandas inglesas más grandes de ese momento. Tras algunas idas y vueltas la banda cambia parte de su formación original y comienza a incorporar nuevos integrantes, dando origen a Sunlight a mediados de 2004. La nueva banda estaba integrada por Martín De Girolamo (guitarra y voz), Fernando De Girolamo (voz y tercera guitarra rítmica), Guido Risoli (guitarra y coros), Nicolás Outes (bajo), Juan Manuel García del Val (batería) y Nicolás Natielo (teclado/sintetizador). Comienza a crear y a hacer sonar su propia música tocando en diversos lugares de Buenos Aires y la zona, como el bar The Cavern y Dublín Pub.
Esta nueva formación, con una química bien definida, comienza sus ensayos y composiciones para dar lugar a su primer simple: "I wanna see the sun". Contenía 3 temas, parte del futuro EP que la banda estaba preparando y con un sonido característico Rock-Pop inglés que le daba fuerza a cada melodía haciéndola única y resonante.
Tras varios recitales locales en la zona sur del conurbano bonaerense y con ensayos definidos al rumbo del sonido, la banda siguió creando temas propios, los cuales eran presentados en cada nueva fecha que surgía para tocar. Temas como "God don't talk" y "Just believe" daban lugar al fuerte seguimiento de los fanes y al canto sincronizado cuando cada tema se hacía sonar.
Tras varios intentos por grabar el EP la banda comenzó a tener una serie de percances con los integrantes que llevaron al agotamiento y controversia en la misma. Rumbos claramente diferentes de cada miembro da lugar a la ruptura y disolución de la banda a mediados de octubre de 2006.
A comienzos de 2009 Sunlight reaparece con nuevos miembros. Actualmente se encuentra en proceso de formación con Martin De Girolamo (guitarra y voz), Nicolas Outes (bajo), Juan Rivas (guitarra principal y voz), Cristian Lanzillotta (teclados) y otros miembros a definir próximamente.

## Discografía

### I wanna see the sun (2005-2006)
Entre octubre de 2005 y abril del 2006 la banda se reúne para grabar su primer simple, I wanna see the sun. Bajo la composición de Martín De Girolamo y la realización de los temas por Sunlight, el simple contenía 4 temas que iban a ser parte del primer EP de la banda: "I wanna see the sun", como corte principal del disco; "Honey Money (or love strong)", tema armónico e instrumental que da lugar al descanso auditivo; "Believe it or not" y "Just Believe" como temas electrizantes siendo cada uno de ellos las partes de un tema único con ritmo Rock&Roll.